# Pea (rabbijnse literatuur)
Pea (Hebreeuws: פאה, letterlijk hoek) is het tweede traktaat (masechet) van de Orde Zeraïem (Seder Zeraïem) van de Misjna en de Talmoed. Het bestaat uit acht hoofdstukken.
Het traktaat Pea bevat voorschriften inzake de verplichting een hoek over te laten bij het oogsten ten behoeve van de armen en verwante voorschriften. De Thora benoemt deze voorschriften in Leviticus 19:9 en verder en Deuteronomium 24:19 e.v.
Pea bevat alleen Gemara (rabbijns commentaar op de Misjna) in de Jeruzalemse Talmoed, bestaande uit 37 folia en komt aldus in de Babylonische Talmoed niet voor.